# Hoyoux
El Hoyoux,  en való Hoyou, és un riu de Bèlgica de 28 km que neix a Verlée, un nucli d'Havelange, a la Província de Namur i que desguassa al Mosa a Huy a un nivell de 85 metres. Aquesta darrera ciutat deu el seu nom al riu.

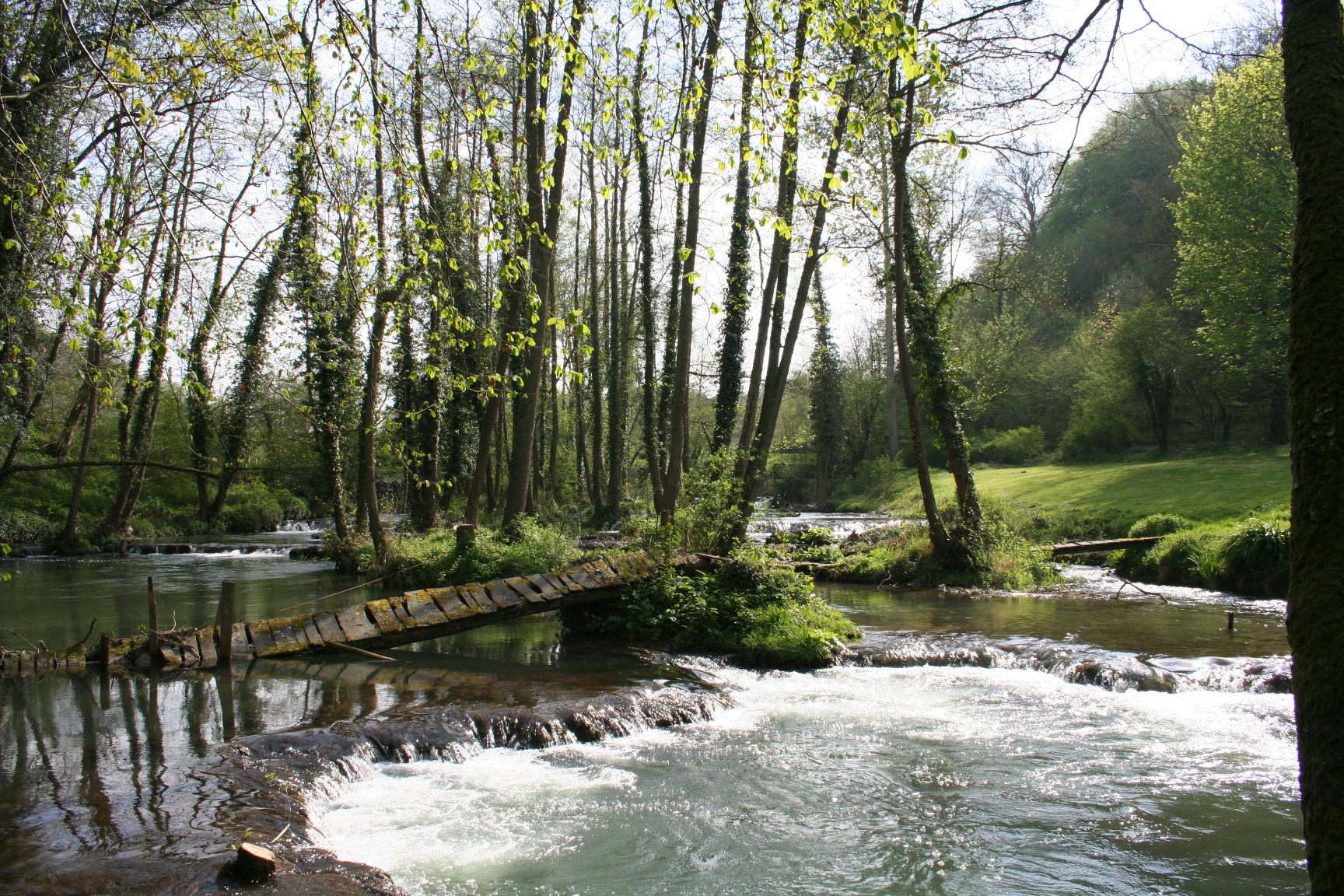
El Hoyoux a Marchin

En entrar a la vall de Modave, el riu obté el cabal més ràpid de tots els rius de Bèlgica. A més de Modave, rega els municipis i nuclis de Clavier, Petit-Avin, Les Avins, Pont de Bonne, Vyle-et-Tharoul, Marchin et Vierset-Barse. En entrar en la ciutat d'Huy, els anys 1970, l'Hoyoux va ser cobert i transformat en pàrquing, una obra que va fer perdre l'encant de les cases històriques a la seva riba. Al segle xix accionava encara amb molts molins de paper i de farina, de forges i altres tallers.

## Afluents
Els rierols de Fontenoy, de Neuf Moulin, de Pailhe, de Bonne, de Vyle, de Saint-Pierre, de Triffoy, de Lilot i del Fond de Wavelinse

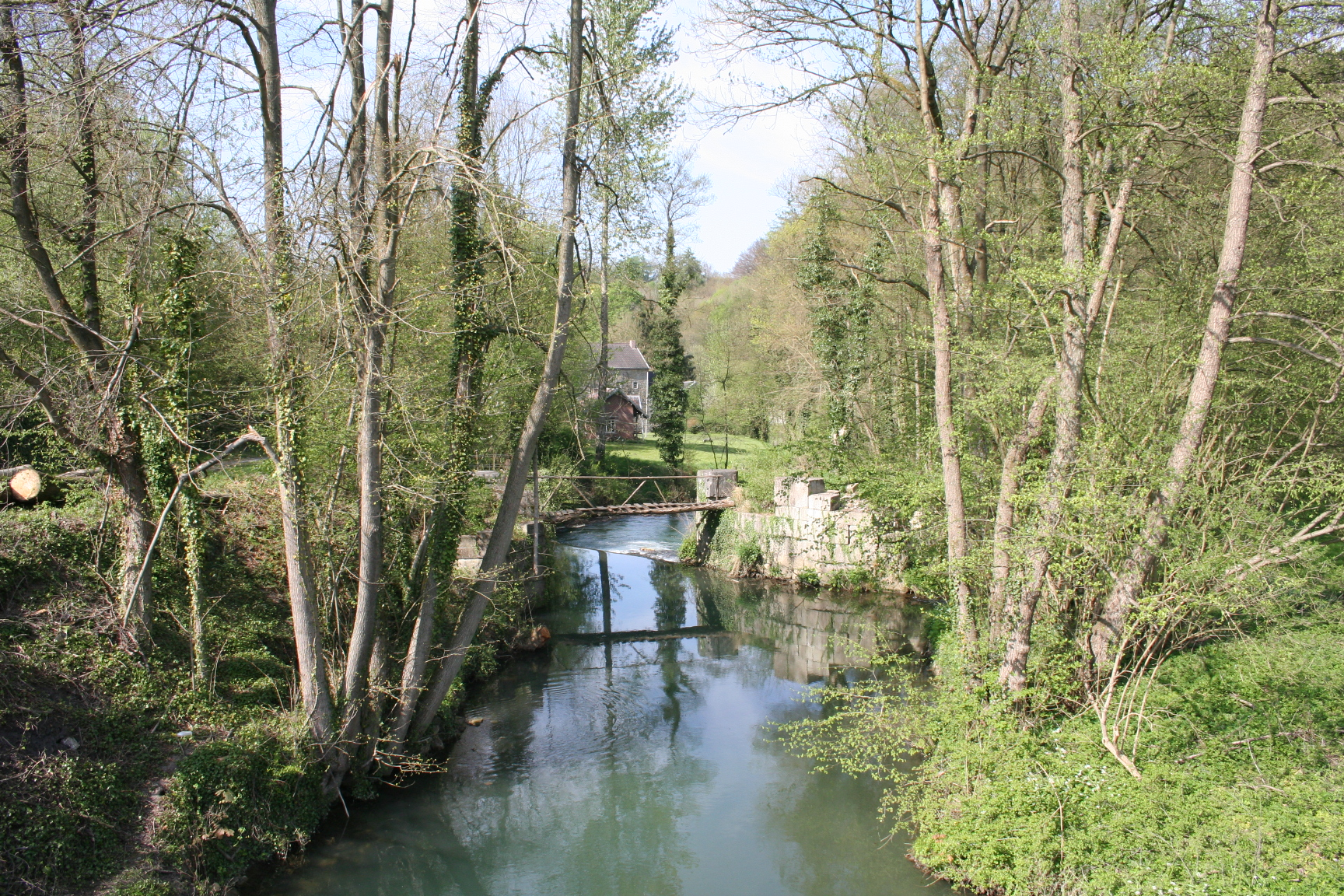
L'Hoyoux a Pont de Bonne al municipi de Modave